# جيد وول
جيد وول (بالإنجليزية: Jade Wall)‏ هي لاعبة كرة لينة أسترالية، ولدت في 20 أبريل 1989 في Nambour ‏ في أستراليا.